# Kim Ung-yong
Kim Ung-yong (koreanisch 김웅용; * 8. März 1962 in Seoul) ist ein südkoreanischer Kernphysiker und galt früher als Wunderkind. Zeitweise hielt er mit einem IQ von 210 den höchsten Wert im Guinness-Buch der Rekorde.

## Biografie
Kim Ung-yong wurde am 8. März 1962 in Seoul geboren. Sein Vater war Professor der Physik und seine Mutter Professorin der Medizin. Bereits im Alter von einem Jahr lernte er gleichzeitig Koreanisch sowie über 1000 chinesische Schriftzeichen. Im Alter von fünf Jahren sprach er Koreanisch, Englisch, Deutsch, Französisch und Japanisch. Im Alter von acht Jahren zog er in die Vereinigten Staaten, um Kernphysik an der University of Colorado zu studieren.
Nachdem Kim seinen Master erfolgreich erworben hatte, arbeitete er zehn Jahre lang für die NASA. Darüber äußerte er sich 2010 kritisch, da er – wörtlich übersetzt – „anfing, wie eine Maschine zu arbeiten, jeder Tag eintönig und ohne Freunde war.“
Später zog er zurück nach Südkorea, wo er in weniger als zwei Jahren die gesamte Schullaufbahn durchlief.